# Annelövstenen
Annelövstenen är en runsten som är inmurad i södra långhusväggen ovanpå grundstenarna i Annelövs kyrka. Runinskriften upptäcktes när kyrkan skulle byggas om 1967. Ristningen är eventuellt ristad när stenen redan var inmurad. Stenen går inte utan stor svårighet att undersöka idag, då den lucka som skulle möjliggöra tillgång blockeras av en bänkskärm. Tolkningen av inskriften är osäker, men kan vara ett mansnamn: Marinus eller Maurins. Runformerna talar för att stenen är medeltida, då a och n har ensidiga bistavar.
Inskriften lyder:
mahrns
Transkribering:
Marinus(?)/Maurins(?)
Översättning till modern svenska:
Marinus (?)